# مارتن ديفيد كروسكال
مارتن ديفيد كروسكال (بالإنجليزية: Martin David Kruskal)‏ (28 سبتمبر 1925 - 26 ديسمبر 2006)  كان عالم أميركي في الرياضيات والفيزياء . قدم مساهمات أساسية في العديد من مجالات الرياضيات والعلوم، بدءًا من فيزياء البلازما إلى النسبية العامة ومن التحليل غير الخطي إلى التحليل المقارب. كانت مساهمته الوحيدة الأكثر شهرة هي اكتشاف ونظرية السوليتون.

## الجوائز والتكريم
- جائزة داني هينمان للفيزياء الرياضية (1983).[10]